# (1859) Kovalevskaya
(1859) Kovalevskaya (1972 RS2; 1932 RD; 1941 BQ; 1942 HH; 1949 PU; 1949 QW; 1950 TM4; 1953 EK1; 1966 PC1; A915 TK) ist ein Asteroid des Hauptgürtels, der am 4. September 1972 von Ljudmyla Schurawlowa im Krim-Observatorium entdeckt wurde. 
Er ist nach der russischen Mathematikerin Sofja Wassiljewna Kowalewskaja (1850–1891) benannt. 